# Sam Reid
Sam Reid, född 19 februari 1987, är en australisk skådespelare.

## Rollista i urval
- 2011 – Anonym
- 2011 – Spooks (TV-serie)
- 2012 – Unge kommissarie Morse (TV-serie)
- 2012 – Whitechapel (TV-serie)
- 2014 – Serena
- 2014 – The Riot Club
- 2015 – The Astronaut Wives Club (TV-serie)
- 2017 – I mördarens spår: Tennison (TV-serie)
- 2021–  – The Newsreader (TV-serie)
- 2022–  – Interview with the Vampire (TV-serie)